# Вернуть ночь

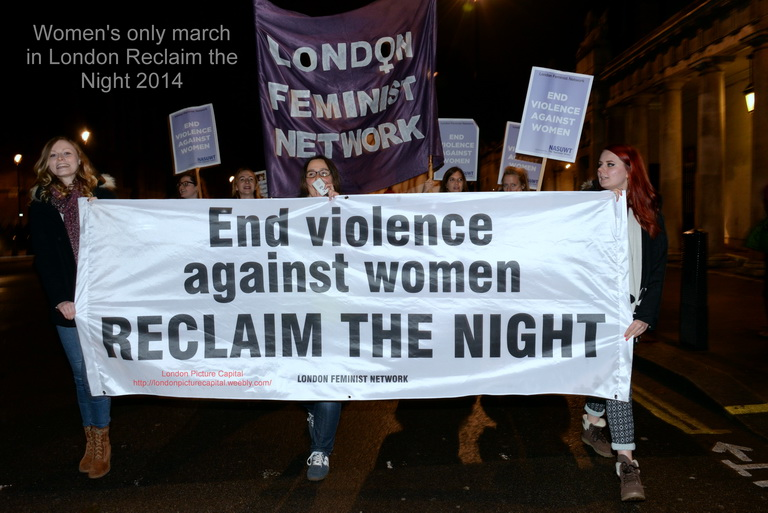
Женщины маршируют в центре Лондона в ноябре 2014 года.

«Вернуть ночь» (англ. Reclaim the Night)— движение, возникшее в 1977 году в Лидсе как часть Женского освободительного движения. Марши с требованием предоставить женщинам возможность передвигаться по общественным местам в ночное время проходили по всей Англии до 1990-х годов. Позже организация была возрождена, она спонсирует ежегодные национальные марши против изнасилований и насилия в отношении женщин.

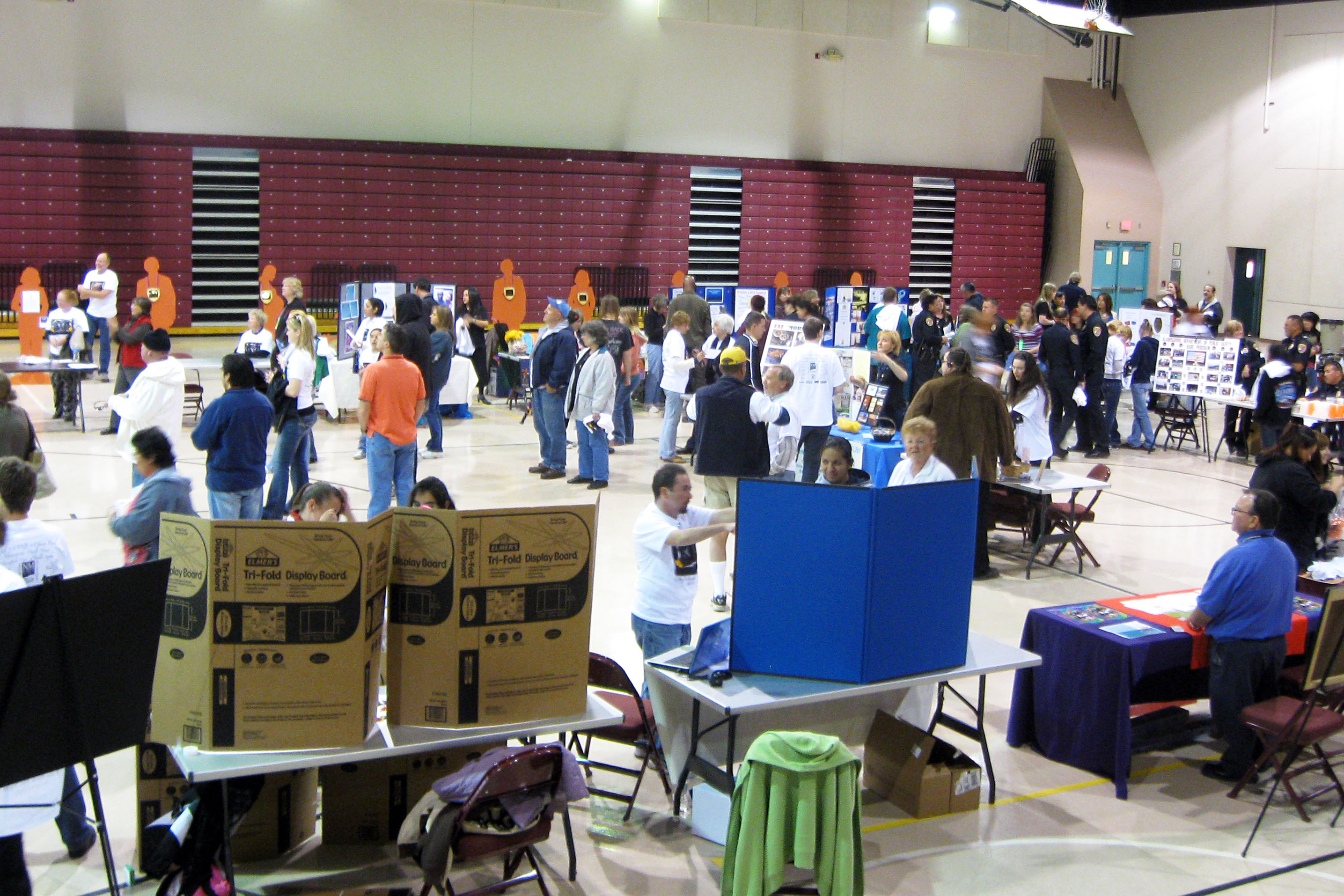
Выставка в рамках акции Вернем себе ночь в Аламогордо, 2010 год

Акции обычно проходят в виде митингов, демонстраций, шествий, с громкими речами или безмолвными процессиями с зажженными свечами. В шествиях обычно участвуют только женщины как символ того, что именно женщинам, без сопровождения мужчин, опасно находиться на улице в темное время суток, а также чтобы продемонстрировать, что, объединившись, женщины могут противостоять насилию и страху. Такая политика вызвала противодействие: некоторые активисты/ки высказывались, что мужчины-жертвы сексуального насилия тоже должны иметь право участия. Некоторые активисты/ки уверены, что все акции «Вернем себе ночь» должны быть открытыми для всех гендеров и желающих принять участие.
Так как шествия возникли как протест против насилия, которое женщины переживали, находясь на улице в темное время суток, их цель была в озвучивании существования этой проблемы и в привлечении к ней внимания общества как превентивная мера против будущих актов насилия.

Женщинам постоянно говорят быть очень осторожными и принимать меры предосторожности, выходя на улицу в темное время суток. В некоторых странах, даже в наши дни, женщинам не позволяется выходить из дома вечером. Так что если мы, женщины, сражаемся за свободу, то мы должны начать с самого начала, сражаясь за свободу передвижения, которой у нас не было и нет. Мы должны понимать, что свобода передвижения является первичным условием для какой бы то ни было свободы.— Source, Ночь и опасность, Андреа Дворкин

## История
Термин «Вернём себе ночь» впервые использовала Анна Прайд в 1977 году на мемориальных чтениях на митинге против насилия над женщинами в Питтсбурге.
Марши «Вернуть ночь» были частью английского Женского освободительного движения. Движение вдохновил марш, проведённый в Брюсселе в 1976 году, который, по словам историка Финна Маккея, был «первым задокументированным случаем организованного городского женского ночного марша против насилия мужчин в отношении женщин». 30 апреля 1977 года в нескольких городах Германии прошли марши протеста против изнасилований и насилия в отношении женщин. В июле 1977 года идея проведения маршей в Великобритании обсуждалась на конференции по радикальному феминизму в Эдинбурге. На конференции присутствовали феминистки из Лидса, и Революционная феминистская группа Лидса организовала первые марши «Вернуть ночь». Одной из соучредительниц марша 1977 года была Аль Гартуэйт, которая позже стала лордом-мэром Лидса.

### Бельгия, 1976 год
Первое такое шествие прошло в Бельгии в марте 1976 года. Его провели участницы Международного трибунала преступлений против женщин. Они прошли по улицам, держа в руках свечи, в знак протеста против насилия над женщинами.

### Марши в Лидсе 1977 года
Первые протесты «Вернуть ночь» прошли в Лидсе 12 ноября 1977 года. Марши были отчасти ответом на убийства «Йоркширского Потрошителя», а также ответом полиции, которая предписывала женщинам держаться подальше от общественных мест после наступления темноты. В ту же ночь в других городах прошёл десяток маршей, вдохновленных усилиями женщин Лидса. В числе этих городов: Йорк, Бристоль, Брайтон, Ньюкасл, Брэдфорд, Манчестер, Ланкастер и Лондон. В Лидсе марши начались в двух местах: в Чапелтауне и в Вудхаус-Муре. В марше Чапелтауна приняли участие около 30 женщин; в марш Вудхауса — 85. Марши сошлись на Городской площади. Женщины несли такие плакаты, как «Нет комендантскому часу для женщин, пусть он будет для мужчин» (англ. No Curfew on Women - Curfew on Men).

## Хронология

### 1978—1979 годы
В США первое известное шествие «Вернём себе ночь» было организовано в Сан-Франциско 4 ноября 1978 года группой активисток Женщины против насилия в порнографии и СМИ. Участницы прошли по кварталу красных фонарей в Сан-Франциско, протестуя против изнасилований и порнографии.
В октябре 1978 года марш в Сохо привёл к ранениям, 13 женщин были арестованы после «столкновения» с полицией. В более позднем марше в Сохо в январе 1979 года приняли участие 2000 женщин. Некоторые присутствующие не согласились с радикальной тактикой участников, которые иногда «шипели и ругались в адрес невинных прохожих мужского пола» и выкрикивали «Комендантский час для мужчин», «Смерть насильникам» и «Кастрировать мужчин». Другие признавали важность того, чтобы женщины могли собраться вместе, чтобы заявить о насилии и изнасилованиях, и вернуть себе общественные места.

### 1980-е годы
В 1987 году в Белфасте прошла акция протеста «Вернуть ночь». Марш прошёл к мэрии и состоял из женщин из различных организаций, включая Кризисный центр Белфаста и Колледж Странмиллис.

### 1990-е годы
В конце концов, марши прекратились примерно в 1990-х годах. Аль Гартуэйт объясняла снижение активности двумя проблемами: «постепенно первые активисты начали получать работу, и у них просто стало меньше времени, и возникла общая атмосфера репрессий, поскольку тэтчеризм стал кусаться».

### 2000-е годы
Женщины решили возродить организацию в 2004 году. В том году в Лондоне на марш пришло всего 30 женщин, но в 2005 году протестовали около 1000 женщин. В 2006 году в Ипсуиче в ответ на убийства пяти проституток была организована акция протеста «Вернуть ночь», в которой приняли участие от 200 до 300 человек. Первый марш Reclaim the Night в Бирмингеме состоялся в октябре 2009 года.

### 2010-е годы
В ноябре 2010 года марши прошли в Лондоне и Лидсе. В Лондоне более 2500 женщин прошли маршем по городу, а на следующей неделе более 200 женщин протестовали в Лидсе.
Первый марш Reclaim the Night в Нортгемптоне состоялся в 2013 году, и в нём приняли участие как мужчины, так и женщины. Марш также был призван привлечь внимание к Кризисному центру Нортгемптоншира.
25 ноября 2017 года сотни женщин, вдохновлённых движением #MeToo, прошли маршем по Соединённому Королевству в Лондоне, Бристоле и Ньюкасле.

### 2020-е годы
В 2021 году была попытка устроить Reclaim the Night-вигилию в Лидсе в ответ на смерть Сары Эверард, но попытка была пресечена полицией, протест стал виртуальным и прошёл онлайн. Трансляцию на Facebook, Twitter и Instagram посетило более 28 000 человек.

## Международное движение

### Австралия
В 1978 году марши Reclaim the Night впервые прошли в Австралии: сначала в Перте и Сиднее, а в 1979 году в Мельбурне.

### Индия
Мероприятия, направленные на то, чтобы «вернуть ночь», произошли в Индии в ответ на групповое изнасилование и убийство в Дели в 2012 году. В 2017 году сотни женщин из двадцати индийских городов вышли на марш протеста против массового приставания к женщинам в Бенгуляру в канун Нового года.

### Словения
24 ноября 2017 года акция протеста «Вернуть ночь» прошла в Любляне.

### США
В 1978 году марши Reclaim the Night впервые прошли в США. 5000 женщин из 50 штатов прошли маршем по кварталу красных фонарей Сан-Франциско.

## Культурное влияние
Марш вдохновил театральную работу «The Darkest Corners», которая была частью фестиваля Transform 17. Шоу проходило на открытой автостоянке на окраине управляемой зоны красных фонарей Лидса.

## Критика
По словам Финна Маккея, вскоре после первых событий 1977 года против Reclaim the Night были выдвинуты обвинения в расизме. Утверждалось, что первоначальные марши «намеренно и бездумно выбрали маршруты через городские районы с высокой долей чернокожих и этнических меньшинств; требовали усиления полицейской деятельности; и проводили связь между чернокожими мужчинами и изнасилованиями». Однако изучение первых протестов «Верни ночь» не выявило никаких доказательств, подтверждающих эти утверждения.